# Valle del Lujo
La Valle del Lujo è una valle della provincia di Bergamo, in Lombardia.

## Geografia
La valle si dirama dalla Val Seriana all'altezza di Albino, sulla sinistra orografica del fiume Serio, opposta a quella del capoluogo e per questo chiamata Oltreserio.
Percorsa dal torrente Lujo, si sviluppa per circa otto chilometri ed è delimitata a sud dal monte Misma, a nord dal monte Altino, a est dal Colle Gallo mentre a ovest si apre verso il centro abitato del capoluogo Albino.
A livello naturalistico il contesto è caratterizzato dalla grande presenza di boschi e di prati un tempo adibiti a pascolo, anche se negli ultimi anni si è assistito ad una forte cementificazione che ha parzialmente rivoluzionato i piccoli borghi e l'immagine della valle stessa.
Notevole importanza ricoprono inoltre i numerosi castagni, presenti su gran parte del versante orientale della valle, che offrono castagne di ottima qualità, rendendo la zona molto frequentata nei periodi della raccolta autunnale. A tal riguardo è da segnalare la tradizionale Sagra dei Biligocc che si svolge nella frazione di Casale e permette di assaporare le castagne bollite e cotte con una caratteristica ricetta locale, da poco protetta anche da marchio DOP.

## Storia
La valle cominciò ad essere abitata in epoca medievale, quando si formarono piccoli nuclei abitativi in prossimità degli attuali centri abitati. In particolar modo nel XII secolo venne fondata un'abbazia benedettina (dalla quale prende il nome l'attuale frazione) posta alla base del monte Misma, che incluse nei propri possedimenti territoriali gran parte dell'intera valle. Nel corso del XIV secolo questi territori furono inclusi nel comune di Albino, pur mantenendo lo status di terre separate, condizione mantenuta fino alla soppressione del convento, avvenuta all'inizio del XIX secolo dopo l'arrivo della napoleonica Repubblica Cisalpina.
Queste terre furono comunque gestite per molti secoli dal Comune Maggiore di Albino, istituzione sovraccomunale comprendente molti paesi del circondario autonomi amministrativamente, che garantiva un utilizzo comune delle zone non abitate, tra cui pascoli e boschi. Questo per favorire l'economia della zona, da sempre molto povera e basata su allevamento di bestiame e sullo sfruttamento delle risorse agricole, in particolar modo delle castagne.
Anche il borgo di Fiobbio si mantenne a lungo autonomo da Albino, venendovi definitivamente inglobato all'inizio del XIX secolo. Chi invece fu sempre estraneo alle vicende del capoluogo, tanto da non fare parte nemmeno del suddetto Comune Maggiore di Albino, fu il borgo di Vall'Alta. Il paese venne inglobato ad Albino soltanto a partire dal 1928.

## Geografia antropica

### Suddivisioni amministrative
Amministrativamente è compresa in un unico comune:
- Albino, con le frazioni:
  - Abbazia;
  - Casale;
  - Dossello;
  - Fiobbio;
  - Vall'Alta.

## Vie di accesso
La principale via di accesso alla valle è data dalla strada provinciale nº39 che, toccando quasi tutte le frazioni, collega il capoluogo Albino con il Colle Gallo, da cui si accede poi al comune di Gaverina Terme ed alla Val Cavallina.
Sono inoltre presenti altre due strade che collegano la valle con il vicino comune di Cene: la prima, di recente costruzione, si inserisce nella SP39 nel fondovalle, in prossimità della località Pradella, mentre la seconda, già citata in documenti risalenti al periodo della Serenissima, arriva direttamente a Vall'Alta tramite il colle Sfanino, piccola propaggine tra i due paesi spesso uniti da traffici commerciali ed a volte anche amministrativamente.